# Amazona (fragata)
A "Amazona" foi uma fragata da Marinha Portuguesa, integrante da Armada do Atlântico da Esquadra de Guerra Portuguesa, em 1800.

## História
Foi construída no Pará, no Estado do Brasil, por ordem do então Secretário de Estado da Marinha e do Ultramar, D. Rodrigo de Sousa Coutinho (1795-1801), por volta de 1798.
Considerada uma excelente embarcação, quer pela qualidade das madeiras nela empregadas, quer pelas suas qualidades náuticas, as suas características eramː
- Comprimentoː 48,16 metros
- Bocaː c. 11,89 metros
- Pontalː 8,53 metros
- Armamento (em 1805)ː 54 peças
- Tripulação (em 1798)ː 349 homens

Desempenhou inúmeras comissões, entre as quais deu proteção a diversos comboios para o Brasil (nomeadamente a uma das maiores e mais ricas frotas enviadas ao Brasil durante a guerra com a França em 1800), participou na campanha do Rio da Prata em 1801, cruzou no Estreito de Gibraltar, conduziu deportados liberais para Angra em 1810, navegou nas águas de Santander, Madeira, Tunes, Açores e Angola; integrou a esquadra do Estreito em Setembro de 1818 e a esquadra miguelista aos Açores em 1829; tendo participado na batalha da Praia (agosto de 1829) e no bloqueio naval da Terceira (outubro de 1829).
No contexto da Guerra Civil Portuguesa (1828-1834), devido aos incidentes diplomáticos no país envolvendo súditos da Grã-Bretanha e da França, sem obter, como a primeira, as satisfações exigidas, Luís Filipe de França incumbiu o almirante Albin Roussin de forçar a barra do rio Tejo.
A missão foi desempenhada a contento, tendo a esquadra do referido almirante ultrapassado a barreira do fogo cruzado da artilharia dos Forte de São Julião da Barra e do Forte de São Lourenço do Bugio, respondido ao fogo do Forte de Nossa Senhora das Mercês de Catalazete e ancorado no porto de Lisboa, onde apresou oito navios (11 de julho de 1831), entre os quais a fragata "Amazona". Impôs então, ao soberano português, as condições humilhantes do Tratado de 14 de julho de 1831.
A "Amazona" viria a ser vendida em Brest pelos franceses.